# Cliffortia densa
Cliffortia densa är en rosväxtart som beskrevs av August Henning Weimarck. Cliffortia densa ingår i släktet Cliffortia och familjen rosväxter. Inga underarter finns listade i Catalogue of Life.